# Diaethria communicata
Diaethria communicata är en fjärilsart som beskrevs av Prezegandza 1927. Diaethria communicata ingår i släktet Diaethria och familjen praktfjärilar. Inga underarter finns listade i Catalogue of Life.